# ألان غرينبيرغ
ألان غرينبيرغ (بالإنجليزية: Allan Greenberg)‏ هو مهندس معماري أمريكي، ولد في 1938.